# Cussay
Cussay è un comune francese di 608 abitanti situato nel dipartimento dell'Indre e Loira nella regione del Centro-Valle della Loira.

## Società

### Evoluzione demografica

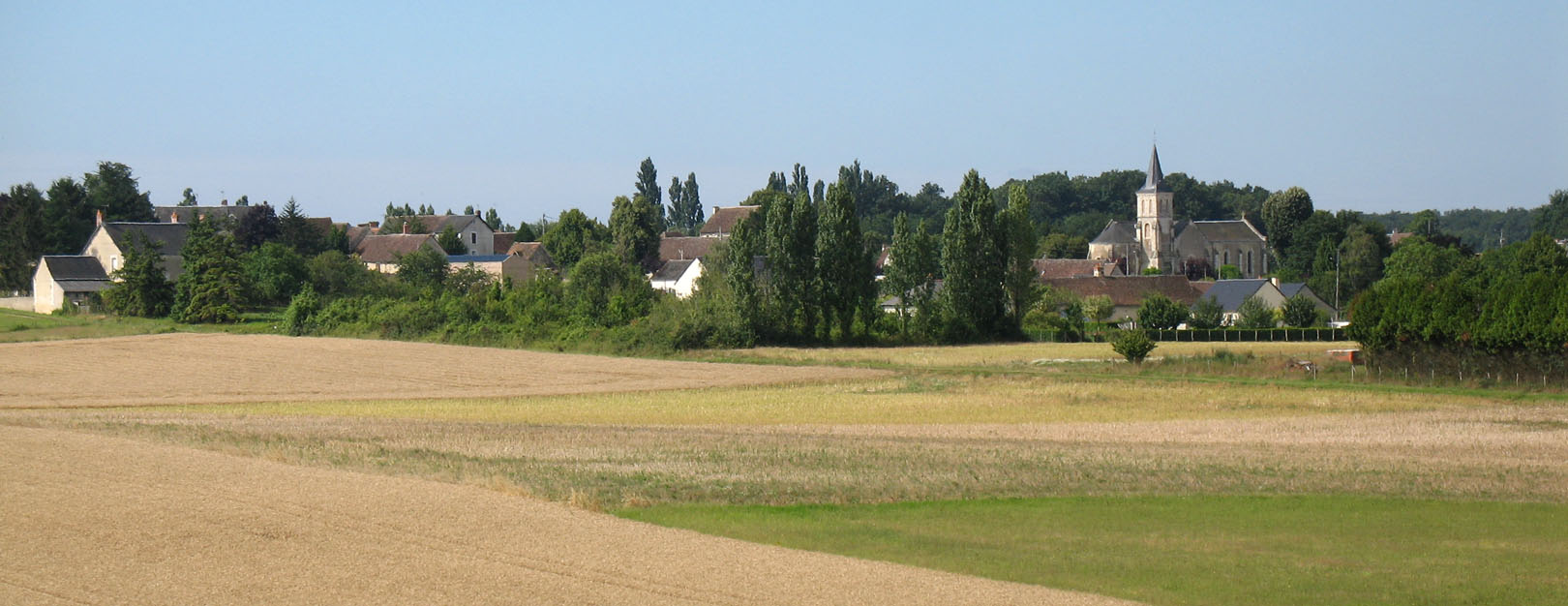
Cussay

Abitanti censiti